# 대한민국 민사소송법 제240조
대한민국 민사소송법 제267조는 소취하의 효과에 대한 민사소송법조문이다.

## 조문
제240조 (소취하의 효과) ①소는 취하된 부분에 대하여는 처음부터 계속하지 아니한 것으로 간주한다.

②본안에 대한 종국판결이 있은 후 소를 취하한 자는 동일한 소를 제기하지 못한다.

## 같이 보기
- 재소금지원칙